# Hülya Deyneli
Hülya Deyneli (* 12. August 1978 in Dillenburg) ist eine deutsche Fernsehmoderatorin und Journalistin.

## Leben
Deyneli hat türkische Wurzeln und wuchs in Gönnern, einem Dorf im Hessischen Hinterland, auf und besuchte dort die Grundschule und war Mitschülerin von Paddy Kroetz. Nach dem Abitur an der Lahntalschule in Biedenkopf im Jahr 1998 studierte sie zunächst ein Semester Soziologie und Pädagogik in Darmstadt und wechselte anschließend nach Marburg und Mainz, wo sie Film- und Medienwissenschaften sowie Amerikanistik studierte. Ein Auslandssemester absolvierte sie in den USA, wo sie als prägendes Ereignis die Anschläge vom 11. September 2001 mitbekam. Von klein auf sah Deyneli ihren beruflichen Werdegang beim Fernsehen oder Radio.
Nach ersten Praktika beim ZDF bekam sie ihren ersten Job als Journalistin 2007 beim Regionalsender rheinmaintv. Von 2011 bis 2019 war sie als Reporterin für RTL Hessen tätig, bevor sie über ein Casting zum Hessischen Rundfunk kam. Dort präsentierte sie anfangs die Nachrichten in der Hessenschau; seit 16. November 2020 ist sie Moderatorin der Hauptausgabe um 19:30 Uhr. Im Juli 2022 übernahm sie erstmals die Moderation der Sendung ARD Extra.
Deyneli lebt in Frankfurt.